# Cultura moderna
Cultura moderna è stato un programma televisivo italiano di genere game show ideato da Antonio Ricci, trasmesso su Canale 5 nel 2006/2007 e su Italia 1 nel 2016/2017, nella fascia dell'access prime time, con la conduzione di Teo Mammucari.
Nelle prime tre edizioni il conduttore era affiancato dalla valletta Juliana Moreira e dal Gabibbo, ai quali si aggiunse una seconda valletta, Lydie Pages, nel 2007, anno in cui la trasmissione andò in onda anche in prima serata, con alcune modifiche ed il titolo Cultura moderna Slurp.
Nel biennio 2016/2017 il programma è ritornato con un logo rinnovato, dove al posto delle palme c'è un libro aperto. Il conduttore Mammucari, in questa occasione, è stato affiancato dalla valletta Laura Forgia e dal comico Carlo Kaneba.
Il 27 gennaio 2007 è stato assegnato alla trasmissione un Telegatto come programma rivelazione dell'anno.
A distanza di 13 anni, nell'estate 2019, vengono riproposte nella fascia pomeridiana di Mediaset Extra le puntate della prima edizione.

## Edizioni
| Edizione | Inizio           | Fine              | Conduzione    | Conduzione   | Conduzione      | Conduzione   | Rete     | Studio di Registrazione                                        | Sigla                                              |
| -------- | ---------------- | ----------------- | ------------- | ------------ | --------------- | ------------ | -------- | -------------------------------------------------------------- | -------------------------------------------------- |
| 1        | 12 giugno 2006   | 23 settembre 2006 | Teo Mammucari | Gabibbo      | Juliana Moreira | -            | Canale 5 | Studio 20 del Centro di produzione Mediaset di Cologno Monzese | Ci vuole cultura, interpretata dal Gabibbo         |
| 2        | 15 ottobre 2006  | 21 gennaio 2007   | Teo Mammucari | Gabibbo      | Juliana Moreira | Lydie Pages  | Canale 5 | Studio 20 del Centro di produzione Mediaset di Cologno Monzese | Ci vuole cultura, interpretata dal Gabibbo         |
| 3        | 11 giugno 2007   | 22 settembre 2007 | Teo Mammucari | Gabibbo      | Juliana Moreira | Lydie Pages  | Canale 5 | Studio 20 del Centro di produzione Mediaset di Cologno Monzese | Ci vuole cultura, interpretata dal Gabibbo         |
| 4        | 28 novembre 2016 | 6 gennaio 2017    | Teo Mammucari | Laura Forgia | Carlo Kaneba    | Carlo Kaneba | Italia 1 | Studio 5 del Centro di produzione Mediaset di Cologno Monzese  | Ci vuole cultura, interpretata da Philippe Daverio |

## Il programma

### Le prime edizioni
La prima edizione del programma è andata in onda dal 12 giugno al 23 settembre 2006, la regia è di Mauro Marinello e andava in onda dallo Studio 20 di Cologno Monzese. Venne ideato per sostituire Striscia la notizia durante la sua pausa estiva, nella fascia oraria che va indicativamente dalle 20:40 alle 21:20; dato il notevole successo conseguito dalla trasmissione, la programmazione venne successivamente prolungata anche nella stagione autunnale ed invernale, mantenendola nella stessa fascia oraria solamente di domenica, dal 15 ottobre fino al 21 gennaio 2007, fino ad approdare in prima serata nei primi mesi del 2007 con Cultura moderna Slurp.
All'interno del programma affiancavano il conduttore la figura del Gabibbo, celebre pupazzo simbolo di Striscia la notizia, altra trasmissione televisiva di Ricci, e la valletta Juliana Moreira. In questa edizione il montepremi era di 500.000 € ed è stato vinto tre volte, occasioni in cui i personaggi famosi indovinati furono Flavia Vento, Maddalena Corvaglia e Alessandro Cecchi Paone (indovinato da due concorrenti che hanno diviso il premio).
Per la seconda edizione estiva del programma, trasmessa dall'11 giugno al 22 settembre 2007, a Juliana Moreira è stata affiancata come valletta Lydie Pages. In quest'edizione il montepremi è stato vinto due volte, indovinando i personaggi misteriosi quali: Stefania Orlando e Martina Colombari. Il programma non è andato in onda nel 2008 per la messa in onda della terza edizione di Veline.

### Cultura moderna Slurp
Dal 31 gennaio al 21 febbraio 2007, il programma è andato in onda in prima serata, col nome di Cultura moderna Slurp, ogni mercoledì sera in diretta dallo studio 11 del Centro di produzione Mediaset di Cologno Monzese, per 4 settimane, lasciando posto alla domenica alla nuova edizione di Paperissima Sprint. In questa versione del programma, i concorrenti in gara passano da 5 a 7, il montepremi in palio è di 1.000.000 €, e, per la prima volta, possono partecipare anche i telespettatori da casa: all'inizio, durante la gara dei concorrenti, vengono estratti 7 di loro (fra i tanti che si prenotano per giocare), che vincono direttamente 2.000 € e possono formulare una domanda sul personaggio misterioso; nel caso in cui nessuno dei concorrenti lo abbia indovinato, vengono estratti altri telespettatori, che in tal caso devono indovinare il nome del personaggio (che si cela non più dietro la cabina, ma all'interno di un'automobile d'epoca). Ad ogni risposta sbagliata, il montepremi viene dimezzato, fino ad arrivare ad un minimo di 2.500 €. Il 7 febbraio 2007, durante la seconda puntata, è stato vinto il premio di 1.000.000 € da Laura, una donna di Frosinone che, chiamando da casa, ha indovinato il personaggio misterioso, Amanda Lear. Il programma è stato replicato dopo 10 anni, per la prima volta su Mediaset Extra durante l'estate 2017.

#### Ascolti
| Puntata | Data             | Telespettatori | Share  |
| ------- | ---------------- | -------------- | ------ |
| 1       | 31 gennaio 2007  | 5.640.000      | 21,54% |
| 2       | 7 febbraio 2007  | 5.733.000      | 21,76% |
| 3       | 14 febbraio 2007 | 5.516.000      | 22,39% |
| 4       | 21 febbraio 2007 | 5.519.000      | 21,12% |

### Il ritorno diCultura moderna
Una nuova edizione della trasmissione è stata annunciata ufficialmente alla presentazione dei palinsesti Mediaset per la stagione 2016-2017, con un nuovo ciclo di puntate per Italia 1, nell'access prime time, con alla conduzione Teo Mammucari affiancato da Laura Forgia e con la presenza del comico Carlo Kaneba. Laura Forgia ricopre anche il ruolo di Marzullina, responsabile dei programmi culturali Mediaset (tale soprannome è riferito a Gigi Marzullo, responsabile dei programmi culturali Rai). 
La sigla Ci vuole cultura è rimasta la stessa, ma la parte cantata dal Gabibbo (che era interprete della canzone con Maria Dal Rovere) viene cantata da Philippe Daverio e nei cori al posto di Maria appare Debora Zatta (che era già approdata a Mediaset sempre come corista ma su Canale 5 nella sigla di Tira e molla dal 12 dicembre 1997 al 3 gennaio 1998 e in quella di Ciao Darwin il 23 dicembre 2000).
L'edizione 2016/2017 ha inizio il 28 novembre 2016 su Italia 1 nell'access prime time dalle ore 20:20 alle 21:10; va in onda dallo Studio 5 del Centro di produzione Mediaset di Cologno Monzese. La scenografia è una biblioteca con libri finti e dietro un libro c'è un enorme telefonino dove si cela il personaggio misterioso. Il programma viene inoltre riproposto nella fascia pomeridiana, dalle 17:05 alle 18:10, su Mediaset Extra. Viene riproposto anche su Italia 1 stesso, negli orari tardo-notturni e mattutini, nella fascia oraria che va dalle 5:45 alle 6:30; mentre il sabato viene trasmesso negli orari mattutini prima dei cartoni animati di Latte e Cartoni, dalle 6:10 alle 7:00.
Il 6 gennaio 2017 termina la fase iniziale del programma; le semifinali e le finali sarebbero dovute andare in onda nella primavera 2017, ma non hanno trovato posto nel relativo palinsesto e il programma, dati gli ascolti e gli share negativi, è stato cancellato definitivamente.

## Il gioco
Il programma è strutturato sulla falsariga di un game show e prevede che i partecipanti indovinino il nome di un personaggio misterioso appartenente al mondo VIP, che nelle prime edizioni era presente come ospite in studio, nascosto dentro una cabina da spiaggia, per vincere un premio di 500.000 euro per le prime edizioni e di 100.000 euro nell'edizione 2016/2017.
I concorrenti, in un numero di cinque o sei, devono presentare un'esibizione in una disciplina a loro scelta che può spaziare dal ballo, alla recitazione, al gioco di magia, al siparietto comico, tentando di mostrare il proprio talento. Al termine viene assegnato dalla "giuria" a ciascun concorrente un punteggio, normalmente da 1 a 3, che corrisponde al numero di domande che il concorrente potrà rivolgere al personaggio misterioso. Le uniche domande che si possono fare sono quelle che portano a una risposta dicotomica, cioè a cui si possa rispondere con un «sì» o «no»; il personaggio dà la risposta scrivendola su un pezzo di carta che esce dalla cabina.
Più si va avanti, più il concorrente si trova con il vantaggio di conoscere anche tutte le risposte antecedenti per l'individuazione del personaggio famoso: per questo, l'ordine d'uscita viene stabilito all'inizio mediante un sorteggio. È possibile e consentito che più concorrenti diano la stessa risposta.
Nell'edizione 2016/2017 viene inserito il meccanismo dell'autoflop, cioè il vincitore della puntata sceglie il nome tra una rosa di 5 nomi, assegnando quindi 4 nomi agli altri concorrenti, con la possibilità di regalare la vittoria a un altro concorrente a cui ha involontariamente assegnato il nome corretto. Sempre in tale edizione, il personaggio misterioso non è più presente in studio, ma si limita ad inviare per via telematica le risposte alle domande e un video in cui si rivela alla fine della puntata. Il gioco è strutturato in fasi: chi supera le prime, accede alle semifinali e poi alla finale. Inoltre i vincitori delle varie gare che non hanno indovinato possono partecipare a un ripescaggio. 

## Esportazione del format
Il format, interamente creato in Italia, è distribuito nel mondo dalla società di produzione televisiva Distraction Formats; col titolo Guess who? Nel 2008 è stato esportato in Romania, dove è stato trasmesso su Antena 1 con il titolo Cultura modernă.

## Riconoscimenti
- 2007 - Telegatto come programma rivelazione dell'anno[3]